# 紫背大西洋鳐
紫背大西洋鳐（学名：Atlantoraja platana），為軟骨魚綱鰩目單鰭鰩科的一種，被IUCN列為瀕危保育類動物，分布於西南大西洋巴西、烏拉圭及阿根廷海域，深度19至181公尺，體長可達81.6公分，棲息在大陸棚沙泥底質海域，為深海底棲性魚類，卵生，雌魚會產下帶有角的橢圓形卵囊，屬肉食性，以小魚、對蝦甲殼類和頭足類為食。